# Manitou
Manitou nebo Manitu je v jazyce severoamerických indiánů algické jazykové skupiny (Algonkini, Kríkové, Odžibvejové aj.) souhrnné označení pro různé přírodní síly nebo pro duchovní (v zásadě nadpřirozené) bytosti, které je způsobují. Vyskytují se všude v přírodě, případně i ve snech, mohou léčit a propůjčovat mimořádné schopnosti. Vůči lidem jsou spíše neutrální, mohou jim prospívat i škodit. Těm, kdo jim prokazují úctu, však mohou významně pomoci.

## Kiči Manitu
U některých indiánských kmenů se objevuje pojem Kiči (nebo Giči) Manitu, což je nejvyšší božstvo, nadřízené všem přírodním silám. Tento pojem pak použili už v 17. století křesťanští misionáři pro označení jediného Boha biblických náboženství.

## Rozšíření
Název kanadského jezera a provincie Manitoba pochází z algonkinského manitu-vapú, Manituův průliv; Manitoulin znamená Manituův ostrov. Slovo se v Evropě rozšířilo koncem 19. století díky „indiánkám“ a zejména románům Karla Maye. Odtud se dostalo do trampských písní a lidové kultury vůbec.